# 宇和野站
宇和野站（日语：／ Uwano eki */?）是位於石川縣加賀市上野町，北陸鐵道山代線（加南線）的鐵路車站（廢站）。

## 概要
在廢站前，此站曾經是連絡線和動橋線的轉乘站。而動橋線以此站為起點。在1962年（昭和37年）連絡線此站至粟津溫泉站之間的區間，以及粟津線全線廢除後。翌年1963年（昭和38年），連絡線河南站至此站之間的區間，以及動橋線全線合併，並改名為山代線。

## 歷史
- 1911年（明治44年）3月5日：山代軌道山代村至動橋村之間開業，山代村站啟用。
- 1913年（大正2年）12月1日：山代軌道轉讓給溫泉電軌，成為溫泉電軌的宇和野站[1]。
- 1914年（大正3年）11月1日：溫泉電軌山代東口站至粟津溫泉站之間開業。此站成為轉乘車站。
- 1915年（大正4年）5月1日：動橋線電氣化。
- 1943年（昭和18年）10月13日：在合併後成為北陸鐵道車站。
- 1962年（昭和37年）11月23日：連絡線宇和野站至粟津溫泉站之間廢除。此站不再成為轉乘站，變成一座中途站。
- 1963年（昭和38年）7月19日：連絡線剩下區間與動橋線合併為山代線，此站成為山代線車站。
- 1965年（昭和40年）1月10日：成為無人車站（停留場化）。
- 1971年（昭和46年）7月11日：加南線全線廢除，此站也被廢除[1]。

## 車站構造
此站是無人車站，設有1面2線的島式月台。站舍在月台上。在車站北邊設有交叉渡線，於渡線以北的路軌分別前往新動橋方向和粟津溫泉方向。

## 現狀
在加南線廢除後，山代線的部分變為道路。而粟津溫泉站方向的路軌遺址經過土地整理後變為稻田。

## 相鄰車站
北陸鐵道
山代線（截至1971年廢站一刻）
山代東口－宇和野－庄學校前
連絡線（截至1962年，部分連絡線廢除一刻）
山代東口－宇和野－二屋

## 注腳
1. 1 2  今尾惠介《日本鐵道旅行地圖帳》6號 北信越（新潮社、2008年）p.27

## 相關項目
- 日本鐵路車站列表 U